# کارکردگرایی (معماری)

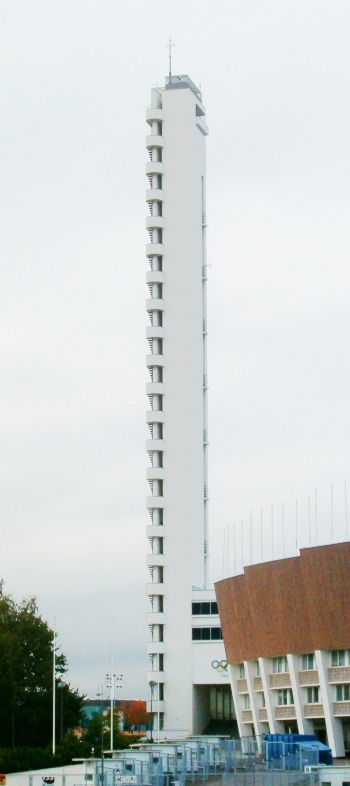
برج هلسینکی ورزشگاه المپیک هلسینکی (Y. Lindegren & T. Jäntti, ساخته شده در ۱۹۳۴–۳۸)

کارکردگرایی به سبک معماری‌ای گفته می‌شود که عملکرد ساختمان یا طرح معماری بیشتر از دیدگاه‌هایی دیگر مانند زیبایی- اقلیم مد نظر طراح می‌باشد.